# Zmarli w roku 1958
Lista osób zmarłych w 1958:

## styczeń 1958
- 9 stycznia – Hryhorij Petrowski, ukraiński i radziecki polityk (ur. 1878)
- 12 stycznia – Charles Mallory Hatfield, amerykański „zaklinacz deszczu” (ur. 1875)
- 17 stycznia – Erich Laeisz, niemiecki żeglarz, olimpijczyk (ur. 1888)
- 29 stycznia – Arnfinn Heje, norweski żeglarz, medalista olimpijski (ur. 1877)
- 30 stycznia – Antoni Bystrzonowski, polski duchowny katolicki, teolog (ur. 1870)

## luty 1958
- 3 lutego – Aleksander Zwierzyński, polski prawnik i polityk, wicemarszałek Sejmu (ur. 1880)
- 4 lutego:
  - Henry Kuttner, amerykański pisarz fantastyki naukowej (ur. 1915)
  - Monta Bell, amerykański reżyser, scenarzysta i producent (ur. 1891)
- 6 lutego

Ofiary katastrofy lotniczej w Monachium
- Geoff Bent, angielski piłkarz
- Roger Byrne, angielski piłkarz
- Eddie Colman, angielski piłkarz
- Mark Jones, angielski piłkarz
- David Pegg, angielski piłkarz
- Frank Swift, angielski piłkarz, dziennikarz
- Tommy Taylor, angielski piłkarz
- Liam Whelan, angielski piłkarz
- 8 lutego – Zbigniew Pronaszko, polski malarz, rzeźbiarz, scenograf, współtwórca teatru Cricot (ur. 1885)
- 9 lutego – Stefania Feill, polska artystka malarka, jedna z pierwszych studentek Akademii Sztuk Pięknych w Krakowie (ur. 1889)
- 21 lutego – Henryk Arctowski, polski podróżnik, geofizyk i geograf (ur. 1871)
- Duncan Edwards, angielski piłkarz (ur. 1936)
- 25 lutego – Ole Sørensen, norweski żeglarz, medalista olimpijski (ur. 1883)

## marzec 1958
- 8 marca – Irena Solska, polska aktorka (ur. 1877)
- 11 marca – Ole Kirk Christiansen, duński producent zabawek, twórca fabryki klocków Lego (ur. 1891)
- 19 marca – Aarne Pekkalainen, fiński żeglarz, medalista olimpijski (ur. 1895)
- 23 marca – Florian Znaniecki, twórca socjologii polskiej (ur. 1882)

## kwiecień 1958
- 16 kwietnia – Rosalind Franklin, brytyjska biolog i genetyk, współodkrywczyni podwójnej helisy DNA (ur. 1920)
- 27 kwietnia – Lucjan Ballenstedt, polski inżynier, specjalista w zakresie mechaniki budowli, projektant mostów (ur. 1881)

## maj 1958
- 2 maja – Alfred Weber, niemiecki socjolog, teoretyk kultury (ur. 1868)
- 5 maja – James Branch Cabell, amerykański pisarz (ur. 1879)
- 29 maja – Juan Ramón Jiménez, hiszpański poeta, laureat Nagrody Nobla (ur. 1881)
- 31 maja – Aleksander Żabczyński, amant przedwojennego kina polskiego (ur. 1900)

## czerwiec 1958
- 8 czerwca – Mikołaj da Gesturi, włoski kapucyn, błogosławiony katolicki (ur. 1882)
- 16 czerwca – Imre Nagy, węgierski polityk komunistyczny (ur. 1896)
- 19 czerwca – Daniel Baud-Bovy, szwajcarski, francuskojęzyczny pisarz, poeta i publicysta, krytyk i historyk sztuki (ur. 1870)
- 20 czerwca – Kurt Alder, niemiecki chemik, laureat Nagrody Nobla (ur. 1902)
- 29 czerwca – Karl Arnold, niemiecki polityk (ur. 1901)

## lipiec 1958
- 8 lipca  – Stefan Sroka, podoficer Wojska Polskiego, odznaczony Orderem Virtuti Militari (ur. 1897)
- 14 lipca – Fajsal II (arab. الملك فيصل الثاني), król Iraku z dynastii Haszymitów (ur. 1935)
- 25 lipca – Harry Warner, najstarszy z czwórki braci, założycieli wytwórni filmowej Warner Bros. (ur. 1881)

## sierpień 1958
- 14 sierpnia – Frédéric Joliot-Curie, francuski fizyk, noblista (ur. 1900)
- 22 sierpnia – Roger Martin du Gard, francuski pisarz (ur. 1881)
- 24 sierpnia – Veronica Antal, rumuńska tercjarka franciszkańska, błogosławiona katolicka (ur. 1935)
- 26 sierpnia – Ralph Vaughan Williams, brytyjski kompozytor (ur. 1872)

## wrzesień 1958
- 13 września:
  - Ryszard Konopka, polski przedsiębiorca, oficer, kawaler Orderu Virtuti Militari (ur. 1893)
  - Kurt Mayer, niemiecki ślusarz, działacz związkowy, polityk, senator I kadencji Senatu RP, poseł na Sejm Śląski I kadencji (ur. 1879)[1]
- 25 września:
  - Carl Brisson, duński bokser, śpiewak, tancerz, aktor, piosenkarz i reżyser (zm. 1893)
  - Erik Waller, szwedzki żeglarz, olimpijczyk (ur. 1887)
- 27 września – Marian Dąbrowski, dziennikarz, wydawca, przedsiębiorca, największy potentat prasowy okresu międzywojennego (ur. 1878)
- 28 września – Zygmunt Lubertowicz, polski nauczyciel, poeta, publicysta (ur. 1883)

## październik 1958
- 5 października:
  - Nils Bertelsen, norweski żeglarz, medalista olimpijski (ur. 1879)
  - Janina Misiewicz, polska lekarka-ftyzjatra, profesor nadzwyczajny nauk medycznych, dyrektor Polskiego Instytutu Przeciwgruźliczego (ur. 1893)
- 9 października:
  - Charles Van Den Bussche, belgijski żeglarz, medalista olimpijski (ur. 1876)
  - Pius XII, papież (ur. 1876)
- 11 października – Johannes Becher, niemiecki poeta, autor słów hymnu NRD (ur. 1891)
- 19 października – Jan Humpola, polski ksiądz katolicki, kapelan przyboczny Prezydenta Rzeczypospolitej Polskiej, działacz społeczny, taternik i alpinista (ur. 1889)
- 24 października – George Edward Moore, angielski filozof (ur. 1873)
- 26 października:
  - Ladislav Hudec, słowacki architekt i budowniczy, czynny głównie w Szanghaju (ur. 1893)
  - Jan Witkiewicz Koszczyc, polski architekt i konserwator zabytków (ur. 1882)

## grudzień 1958
- 10 grudnia – Hans Næss, norweski żeglarz, medalista olimpijski (ur. 1886)
- 12 grudnia – Milutin Milanković (cyr. Милутин Миланковић), serbski matematyk, geofizyk i astrofizyk (ur. 1879)
- 14 grudnia – Jan Obrąpalski, polski inżynier energetyk (ur. 1881)[2]
- 15 grudnia – Wolfgang Pauli, szwajcarski fizyk, noblista (ur. 1900)
- 21 grudnia – Lion Feuchtwanger, niemiecki pisarz, działacz antyfaszystowski (ur. 1884)

data dzienna nieznana: 
- Hryć Terszakoweć, ukraiński polityk, chłopski działacz społeczny (ur. 1877)